# IC 1783
IC 1783 est une galaxie spirale située dans la constellation du Fourneau. Sa vitesse par rapport au fond diffus cosmologique est de (3152 ± 17) km/s, ce qui correspond à une distance de Hubble de 46,5 ± 3,3 Mpc (∼152 millions d'al). IC 1783 a été découverte par l'astronome américain Lewis Swift en 1897.
La classe de luminosité d'IC 1783 est II et elle présente une large raie HI. Elle renferme également des régions d'hydrogène ionisé.
À ce jour, près d'une quinzaine de mesures non basées sur le décalage vers le rouge (redshift) donnent une distance de 47,386 ± 6,920 Mpc (∼155 millions d'al), ce qui est à l'intérieur des valeurs de la distance de Hubble. 

## Groupe d'IC 1788
La galaxie IC 1783 fait partie du groupe d'IC 1788 qui comprend au moins 4 galaxies. Les deux autres galaxies du groupe sont NGC 857 et ESO 415-10.